# Stanley Alexander
Stanley „Stan” Alexander (n. 1905, Percy Main, North Tyneside, Regatul Unit – d. 1961) a fost un fotbalist englez. Din tinerețe a făcut parte din clubul local Percy Main Amateurs, iar mai târziu a activat ca jucător profesionist de fotbal pe post de atacant central la echipa națională de fotbal a Angliei.
Stan Alexander a jucat la următoarele cluburi:
- F.C. Hull City, din regiunea Yorkshire and the Humber în Regatul Unit;
- F.C. Bradford, din aceeași regiune;
- F.C. Millwall;
- F.C. Hotspur Tottenham din Londra, Regatul Unit;[2]
- F.C. Accrington Stanley în regiunea North West England.